# Noc Cavus
Noc Cavus és una formació geològica de tipus cavus a la superfície de Mart, localitzada amb el sistema de coordenades planetocèntriques a -13.2 ° latitud N i 263.5 ° longitud E, que fa 29.7 km de diàmetre. El nom va ser aprovat per la UAI el sis de novembre de 2017 i fa referència al terme «nit» en polonès.